# Абора, Стэнли (старший)
Стэ́нли Або́ра (англ. Stanley Aborah; род. 25 августа 1969, Гана) — ганский футболист, завершивший игровую карьеру, выступал на позиции полузащитника.

## Футбольная карьера
Стэнли Абора начал карьеру в команде «Асанте Котоко», откуда в январе 1992 года перешёл в бельгийский клуб «Каппеллен». Спустя четыре года он отправился в южнокорейский «Соннам Ильхва Чхонма». В 1999 году Абора вернулся в Европу, играл сезон в Германии за «Юрдинген 05» и полтора сезона за бельгийский «Каппеллен», прежде чем закончить карьеру в любительском клубе «Де Волксвринд». В 2011 году болельщики «Каппеллена» включили Абору в состав команды, собранной из лучших игроков клуба за последние двадцать лет.
Абора дебютировал в составе сборной Ганы на Кубке африканских наций в январе 1992 года, в матче против сборной Египта, который завершился победой Ганы со счётом 1:0. Они стали серебряными призёрами турнира, проиграв в финале сборной Кот-д’Ивуара по пенальти. Всего на его счету было 11 игр за сборную.

## Достижения
- Серебряный призёр Кубка африканских наций: 1992

## Личная жизнь
От первого брака у Аборы есть сын Стэнли Опоку и две дочери. Абора младший родился в Кумаси, но вырос в Бельгии, где уже и начинал футбольную карьеру в «Каппеллене», где в это время выступал его отец. Позже он играл за различные европейские команды, в том числе за «Аякс» и «Витесс».
Уже в Бельгии Стэнли женился во второй раз и у него родился сын Дензел.